# تي إتش غرين
توماس هيل غرين (بالإنجليزية: Thomas Hill Green) (من مواليد 7 أبريل 1836 إلى 26 مارس 1882)، والمعروف باسم تي إتش غرين، هو فيلسوف إنجليزي ومُصلح سياسي راديكالي ينتمي إلى حركة الاعتدال، وعضو في حركة المثالية البريطانية. مثله مثل جميع المثاليين البريطانيين، تأثر غرين بالتاريخية الميتافيزيقية للفيلسوف جورج فيلهلم فريدريش هيغل. وكان أحد المفكرين وراء فلسفة الليبرالية الاجتماعية.

## فكره
كانت نظرية هيوم التجريبية والتطور البيولوجي (إلى جانب هربرت سبنسر) من أبرز ملامح الفكر الإنجليزي خلال الربع الثالث من القرن التاسع عشر. إذ مثَّلَ غرين في البداية رد فعل مناقض لتلك العقائد. جادل غرين أنه عندما تندفع هذه العقائد إلى نهايتها المنطقية، فإنها لا تجعل الفلسفة عقيمة فحسب، بل تُعتبر مميتة للحياة العملية. وأضاف غرين بأنه من خلال تقليص العقل البشري إلى سلسلة من الأحاسيس الذرية الغير مترابطة، فإن هذه التعاليم المرتبطة قد تُحطّم إمكانية المعرفة. كانت هذه التعاليم ذات أهمية خاصة بالنسبة لغرين لكي يدحضها لأنها عززت مفهوم العقل الذي كان يحمله علم النفس الناشئ. حاول غرين أن يُفرغ ذرائع علماء النفس الذين ادّعوا بأن مجالهم الصغير سيوفر بديلًا علميًا لنظرية المعرفة والميتافيزيقيا التقليدية.
اعترض غرين إلى جانب ذلك على أن هؤلاء التجريبيين مثّلوا المرء باعتباره «كائنًا حيّا ناتجًا عن قوى طبيعية»، وبالتالي جعلوا السلوك، أو أي نظرية مرتبطة به، بلا معنى؛ حياة أي إنسان، بالمعنى الجلي تعني وجود ذات شخصية (1) تُدرك ما عليها فعله، و(2) لديها القدرة على فعله. وهكذا، كان غرين مدفوعًا، ليس من الناحية النظرية، ولكن كضرورة عملية، لإثارة مسألة البشرية بأكملها بعلاقتها مع الطبيعة. عندما نكتشف ماهية الشخص في حد ذاته، وما هي علاقته بمحيطه، سندرك حينها وظيفته، وما هو مهيأ لفعله. في ضوء هذه المعرفة، سنصبح قادرين على صياغة الشيفرة الأخلاقية، والتي بدورها ستكون بمثابة معيار للمؤسسات المدنية والاجتماعية الفعلية. هذه الصيغة، بشكل طبيعي وضروري، هي التعبير الموضوعي للأفكار الأخلاقية، وهي في بعض المجتمعات المدنية أو الاجتماعية ككلّ، يجب أن تأخذ المثالية الأخلاقية شكلًا حقيقيًا في النهاية.

### ما هو الإنسان؟
يعني سؤال «ما هو الإنسان؟» بسياق التجربة، أن نسأل «ما هي التجربة؟»، والذي يعني بأني إنسان واعٍ. تُعتبر حقائق الوعي الحقائق الوحيدة، ونسوغها في التأكيد على وجودنا. من ناحية أخرى، فهي دليل صالح لأي شيء ضروري لتفسيرها الخاص، على سبيل المثال، لكل ما يتعلق بها منطقيًا. أكثر ما يُميز البشر اليوم، خلافًا للحيوانات الأخرى، هو الوعي الذاتي. أبسط فعل عقلي يمكننا من خلاله تحليل عمليات العقل البشري -فعل الإدراك الحسي- لا يُعتبر مجرد تغيير، على الصعيد الجسدي أو النفسي، وإنما هو وعي التغيير.
تتكون التجربة البشرية، ليس من العمليات المشابهة لأيّ كائن حيّ، ولكن من العمليات المعترف بها على هذا النحو. إن ما ندركه منذ البداية هو حقيقة مُدركة، بمعنى أنه لا يمكن تحليلها إلى عناصر منفصلة (الأحاسيس)، والتي لا تُعتبر من مكونات الوعي على الإطلاق، ولكنها موجودة منذ البداية على أنها نتيجة العلاقات في الوعي الذي يحافظ على التمييز بين «الذات» والعناصر المختلفة من «المادة»، على الرغم من جمعها معًا في وحدة الإدراك. بمعنى آخر، تتكون البنية الذهنية بأكملها والتي ندعوها المعرفة، بأبسط مكوناتها إلى جانب أكثرها تعقيدًا، من «عمل العقل». صرّح كل من لوك وهيوم بأن عمل العقل، غير حقيقي لأنه «صُنِعَ من» البشر ولم «يُمنَح» لهم. وبالتالي، فهو يمثل خلقًا وهميًا، وليس حقيقة موضوعية. لكن هذه النتيجة تتبع فقط في حالة افتراض أن عمل العقل اعتباطي، وهو افتراض أُثبِتَ بأنه غير مبرَّر من خلال نتائج العلم الدقيق، مع التمييز، المعترف به عالميًا، والذي يضعه هذا العلم بين الحقيقة والكذب، وبين الواقع وما هو «مجرد أفكار». يتضمن هذا التمييز بشكل منطقي (صالح) النتيجة التي تشير إلى أن موضوع أو محتوى المعرفة، أي الواقع، ليس إلا واقعًا مثاليًا جليًّا، ونظام علاقات فكرية، وعوالم روحية. كيف تحسب تلك المثالية الكُليّة؟ فقط من خلال وجود «مبدأ يجعل كل العلاقات ممكنة، ولكن لا يحدده أيّ منها، ووعي ذاتي أبدي يُدرك تمامًا ما نعرفه جزئيًا».

### فلسفة عمل الدولة
يعتقد غرين أنه يجب على الدولة رعاية وحماية البيئات الاجتماعية والسياسية والاقتصادية التي سيُتاح للأفراد فيها الفرصة الأفضل للعمل وفقًا لما تمليه عليهم ضمائرهم. لكن يجب أن تأخذ الدولة حذرها عند تقرير أي من الحريات يجب تحجيمها وما هي طرائق ذلك. يمكن لتدخل الدولة المفرط أو السيئ أن يغلق بسهولة فرص العمل النابع من الضمير، وبالتالي يعيق التطور الأخلاقي للفرد. يجب ألا تتدخل الدولة إلا عند وجود ميل واضح ومثبت وقوي للحرية باستعباد الفرد. حتى عندما يحدَّد خطر كهذا، اتجه غرين لاتخاذ إجراءات من المجتمع المتأثر بحد ذاته بدلًا من عمل الدولة؛ تتّجه المجالس المحلية والسلطات البلدية إلى اتخاذ تدابير أكثر إبداعًا وملاءمة للواقع اليومي للمشاكل الاجتماعية. وبالتالي فضّل غرين «الخيار المحلي»، إذ يقرّر السكان المحليون إصدار ترخيص للمشروبات الكحولية في منطقتهم، من خلال مجالسهم مدينتهم.
أكّد غرين على الحاجة لإيجاد حلول معينة تُناسب مشاكل معينة. وأكّد على عدم وجود حلول أبدية، ولا تقسيم دائم للمسؤوليات بين الوحدات الحكومية الوطنية منها والمحلية. ينبغي توجيه عملية توزيع المسؤوليات، لتمكين أكبر عدد ممكن من الأفراد من ممارسة إرادتهم الداخلية أثناء ظروف طارئة معينة، لأنه من خلال هذه الطريقة فقط يمكن تعزيز الإدراك الفردي للذات على المدى الطويل. كان تحديد عملية توزيع المسؤوليات مسألة تتعلق بالسياسة العملية أكثر منها بالفلسفة الأخلاقية أو السياسية. قد تُظهر التجربة أن المستويات المحلية والبلدية غير قادرة على التحكم في التأثيرات السلبية لصناعة الجعة. عندما تُظهر ذلك، يجب على الدولة تحمّل مسؤولية هذا المجال من السياسة العامة.
جادل غرين بأن القوة المُطلقة لإقرار توزيع مثل هذه المهام يجب أن تقع على عاتق الدولة (في بريطانيا، على سبيل المثال، مُتمثلة في البرلمان). يعتبر غرين بأن الدولة بحد ذاتها شرعية إلى حدّ تدعم فيه نظام الحقوق والواجبات الذي من المُرجّح أن يُعزّز الإدراك الذاتي للفرد. ومع ذلك، فإن تحديد الهيكل الأكثر ملاءمة لهذا النظام لا يتم عن طريق الحساب السياسي البحت ولا عن طريق التخمين الفلسفي. من الأدق القول بأنها نشأت من البنية الأساسية والمعيارية للمجتمع الخاص بالفرد.

### تأثير أفكار غرين
كان لتعليم غرين، بشكل مباشر وغير مباشر، التأثير الفلسفي الأكثر فعالية في إنكلترا خلال الربع الأخير من القرن التاسع عشر، في حين أن حماسه للحصول على مواطنة مشتركة، ومثاله الشخصي في الحياة المحلية العملية  أثّر على الكثير من الجهود المبذولة في السنوات التي تلت موته، لجعل الجامعات على اتصال أكبر مع الناس، إلى جانب تحطيم أشكال الفروق الطبقية. وصلت أفكاره إلى جامعة سانت أندروز من خلال تأثير ديفيد جورج ريتشي، وهو طالب سابق عند غرين، والذي ساعد لاحقًا في تأسيس جمعية أرسطو. كتب جون ديوي عددًا من المقالات المبكرة عن أفكار غرين، التي تضمنت «الإدراك الذاتي الذات كمثال أخلاقي».
أشاد العديد من السياسيين الليبراليين الاجتماعيين بغرين، من بينهم هربرت صموئيل، وهربرت أسكويث، اللذين تأثرا به في أفكارهما. لم يكن من الصدفة أن هؤلاء السياسيين تلّقوا تعليمهم في كلية باليول في أكسفورد. دعا روي هاترسلي إلى تطبيق عمل غرين على مشاكل بريطانيا في القرن الحادي والعشرين.

## روابط خارجية
- تي إتش غرين على موقع الموسوعة البريطانية (الإنجليزية)
- تي إتش غرين على موقع إن إن دي بي (الإنجليزية)